# Diamond Zero
Pour plus de détails, voir Fiche technique et Distribution.
Diamond Zero ou IceMaker est un film américain réalisé par David Gaz et Annelie Wilder, sorti en 2005.

## Fiche technique
- Titre : Diamond Zero
- Titre alternatif : IceMaker
- Réalisation : David Gaz, Annelie Wilder
- Scénario : David Gaz, Kevin Poore
- Photographie : Andrew B. Andersen
- Montage : Bill Butler	et Stephen Butler
- Musique : Gilles Douieb, David Gaz, Nicholas Haimo et Kevin Poore
- Casting : Aaron Griffith
- Décors : Felix Montez
- Direction artistique : Jeremy Thompson
- Costumes : Meghan McDonald
- Cascades : Mikal Kartvedt
- Société de production : Small Souled Men et Wilder Gaz Productions
- Format : couleurs - 1,85:1 - 35 mm
- Pays d'origine :  États-Unis
- Genre : Science-fiction, action et comédie
- Durée : 92 minutes
- Date de sortie :	
  -  États-Unis : 24 mai 2005

## Distribution
- Tippi Hedren : Eleanor Kelly
- Joan Van Ark : The Hemingway Diamond
- Bronson Pinchot : Bergerac De La Houssey
- Darin Heames : Lulu
- Leo Rossi : Augustine Garza
- Tuesday Knight : 	Lil
- Joseph Ruskin : Quentin Leeds

## Box-office
- Budget: $200,000 (estimation)